# 중국 인민해방군
중국 인민해방군(중국어 정체자: 中國人民解放軍, 간체자: 中国人民解放军, 병음: Zhōngguó Rénmín Jiěfàngjūn 중궈 런민제팡쥔[*], 영어: People's Liberation Army, PLA)은 중국공산당 중앙군사위원회의 지휘하에 있는 당의 군대이며 통합군체제로 중앙군사위에 인민해방군 4총부장(총참모장, 총정치부장, 총장비부장, 총후근부장)과 육군사령관, 해군사령관 및 공군사령관과 로켓군사령관이 참여한다. 전구사령관과 육군, 해군 및 공군사령관과 로켓군사령관, 무장경찰사령관으로 연결된다. 전구사령관, 육군, 해군 및 공군사령관은 원칙적으로 당중앙위원 또는 중앙위원 후보의 지위에 있다.

## 개요
1927년 8월 1일에 창군한 후 1946년 6월까지는 적군(赤軍) 또는 홍군(紅軍)으로 불렸었다. 225만 여 명을 거느린 세계 최대의 상비군 체제(준 군사조직인 인민무장 경찰부대 포함)그 대부분 병력이 북구전구, 동부전구, 중부전구 등 수도권쪽에 집중 주둔하고 있다.
중국 체제의 특성상 중화인민공화국의 군대는 국가(정부)의 군대가 아닌 중국공산당의 군대이다. 따라서 군대의 정식 명칭은 ‘중국군’이 아닌 ‘중국 인민해방군’이다. 현재 중화인민공화국은 중국공산당이 일당제로 집권하고 있기 때문에 사실상 나라의 군대로서 역할을 수행하고 있다. 과거에는 징병제였으나, 현재는 경제발전과 인력의 고급화로 인하여 실질적인 모병제로 운용하고 있다. 현역병이 230만여 명, 예비군이 80만여 명이다. 기갑/전술 차량 7,470대, 군용기 4,092대, 군함 562척을 보유하고 있다. T-72 차체에 서구권 전차 포탑을 장착하여 개량한 99식 전차(ZTZ-99)전차를 주력 전차로 운용 중인데 러시아 2A46M-1(125mm,55구경)를 카피한 ZPT98 활강포이다. 99식 전차는 5가지의 업그레이드형이 있다. A2버전부터 능동방어 시스템이 장착되어 있다. KM은 아직 공개되지 않았다. 거대한 기갑전력을 보유하고 있다. 스텔스기 탐지 레이다가 배치되어 있다. 공격헬기와 방공 레이다 기술력이 증가하는 등 기술을 축적 중이다.
막대한 국방예산으로 군사력을 증강시키고 있다. 2024년 국방예산 1조 6,700위안, 우리돈 약 309조원이며 아시아 1위, 세계 2위의 국방비 지출국이다. 중화인민공화국의 국방비는 일본을 제외한 인도, 대한민국, 오스트레일리아, 중화민국, 인도네시아 등 아시아 및 태평양 거의 대부분 국가의 국방예산을 합친 것보다 많다.
해군은 3개 항모전단을 계획하여 첫 항모인 랴오닝호가 실전배치를 앞두고 있고 2척의 항모를 건조 중이다. 해군의 차세대 핵심전력으로 평가받는 052D급 구역방공 구축함이 실전배치를 앞두고 있다. JH-7B 폭격기를 실전배치했다.
지하에 핵탄두들을 보관하는 거대한 길이의 지하기지를 건설하였다.
공군은 4종류의 제5세대 스텔스 전투기를 보유하고 있다. J-20,FC-31은 시험 비행을 시행중이고 선양비행기공업집단이 J-15는 항모 함재기로 사용된다. 공군이 제 5세대 전투기 now Owl Jet 개발 프로젝트를 AVIC Shenyang Aircaft Corporation에서 진행 중이며 현재 풍동시험 단계다.Show Owl Jet는 고성능 다목적 전천후 전투기를 개발하는 것으로 고강도의 임무수행이 가능한 기체를 구현하면서 생산단가를 최대한 낮추는 방향으로 개발되고 있다고 한다.
중화인민공화국이 성립할 수 있었던 배경은 무장력에 의한 군사적 승리였기 때문에 중화인민공화국 내에서의 군의 정치적 위상은 강력하다. 마오쩌둥은 '정치권력은 무장력으로부터 나온다'고 선언함과 동시에 '당이 무장력을 지도한다'는 그들의 대원칙을 수립, 과거 내부적인 권력투쟁의 결과에 따라 통수권자의 변동은 있었지만 중국공산당에의 전속은 변함없었다.

1970년대 인민해방군 여군 병사

1927년 '홍농군(紅農軍)'으로 창설되어 중일전쟁 당시에는 8로군·신4군으로 나뉘었다가 1947년 인민해방군으로 통합·개칭되었다. 마오쩌둥 헌법 당시에는 국가주석에게, 1975년 수정헌법에서는 당중앙위 주석에게 통수권이 귀속되었으나, 1982년 수정헌법에서는 국가가 무장력을 감독하도록 '국가 중앙군사위원회'를 신설하였다. 그러나 당중앙군사위가 계속 정치사상 공작을 전담하고, 국가중앙군사위 역시 당의 세력권 안에 놓음으로써 그 원칙에는 변함이 없다.

## 현대화
병력 삭감이전에는 총병력이 400만명이었다.
1980년대부터 1990년대에 걸쳐 대폭적인 병력 삭감, 계급제 부활, 군현대화를 시행했는데, 현재도 군간부의 4화(연소화, 지식화, 전문화, 혁명화)를 통한 군현대화를 진행 중이다. 총병력 225만 명, 예비역 2억 명, 그 밖에 인민 무장 경찰 50만 명이다.

## 편성
- 군종별
  - 중국 인민해방군 육군(PLA Ground Force)
  - 중국 인민해방군 해군(PLA Navy)
    - 중국해상민병(中國海上民兵, en:People's Armed Forces Maritime Militia, PAFMM)

  - 중국 인민해방군 공군(PLA Air Force)
  - 중국 인민해방군 로켓군(PLA Rocket Forces)
  - 중국 인민해방군 전략지원부대(PLA Strategic Support Force)
  - 중국 인민무장경찰부대(PAP)
- 지역 전구
  - 북부전구(北部戰區, NTC)
  - 중부전구(中部戰區, CTC)
  - 동부전구(東部戰區, ETC)
  - 남부전구(南部戰區, STC)
  - 서부전구(西部戰區, WTC)

## 장비
· 중국의 정찰 위성

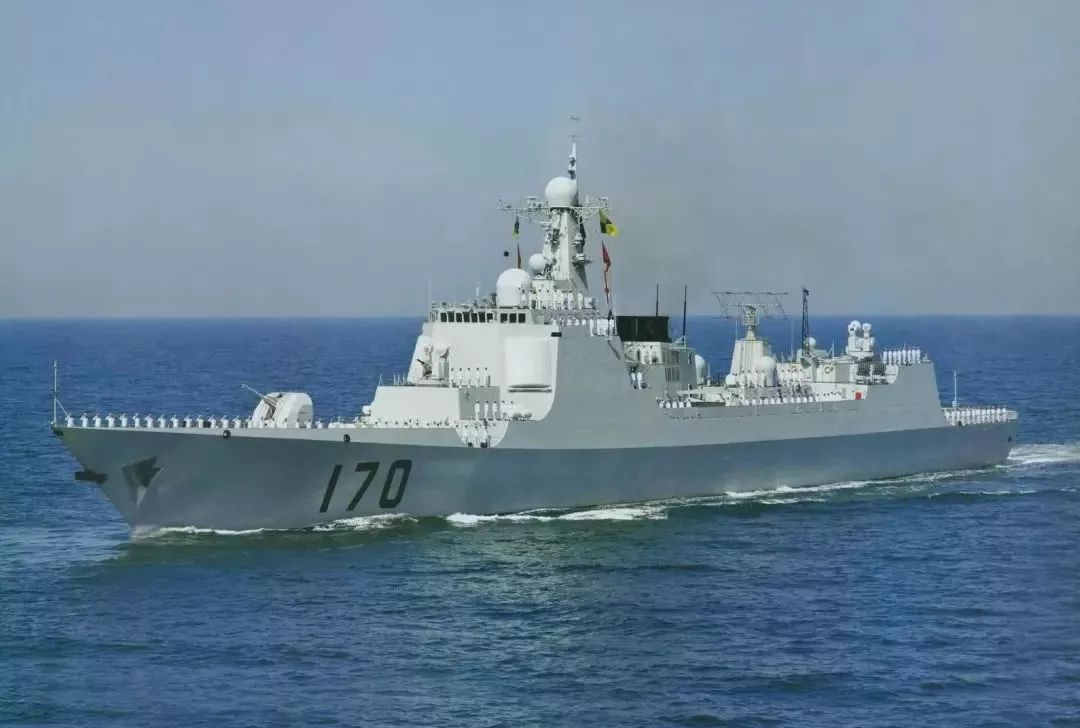
Lanzhou (DDG170) is a Type 052C destroyer of the PLAN

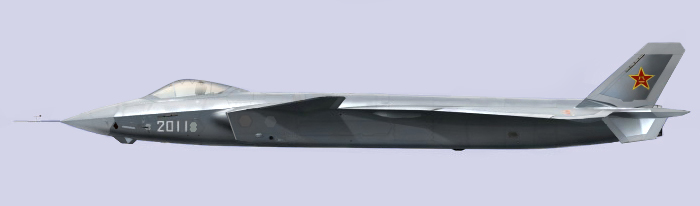
A Chengdu J-20 5th generation stealth fighter currently under development for the PLAAF.

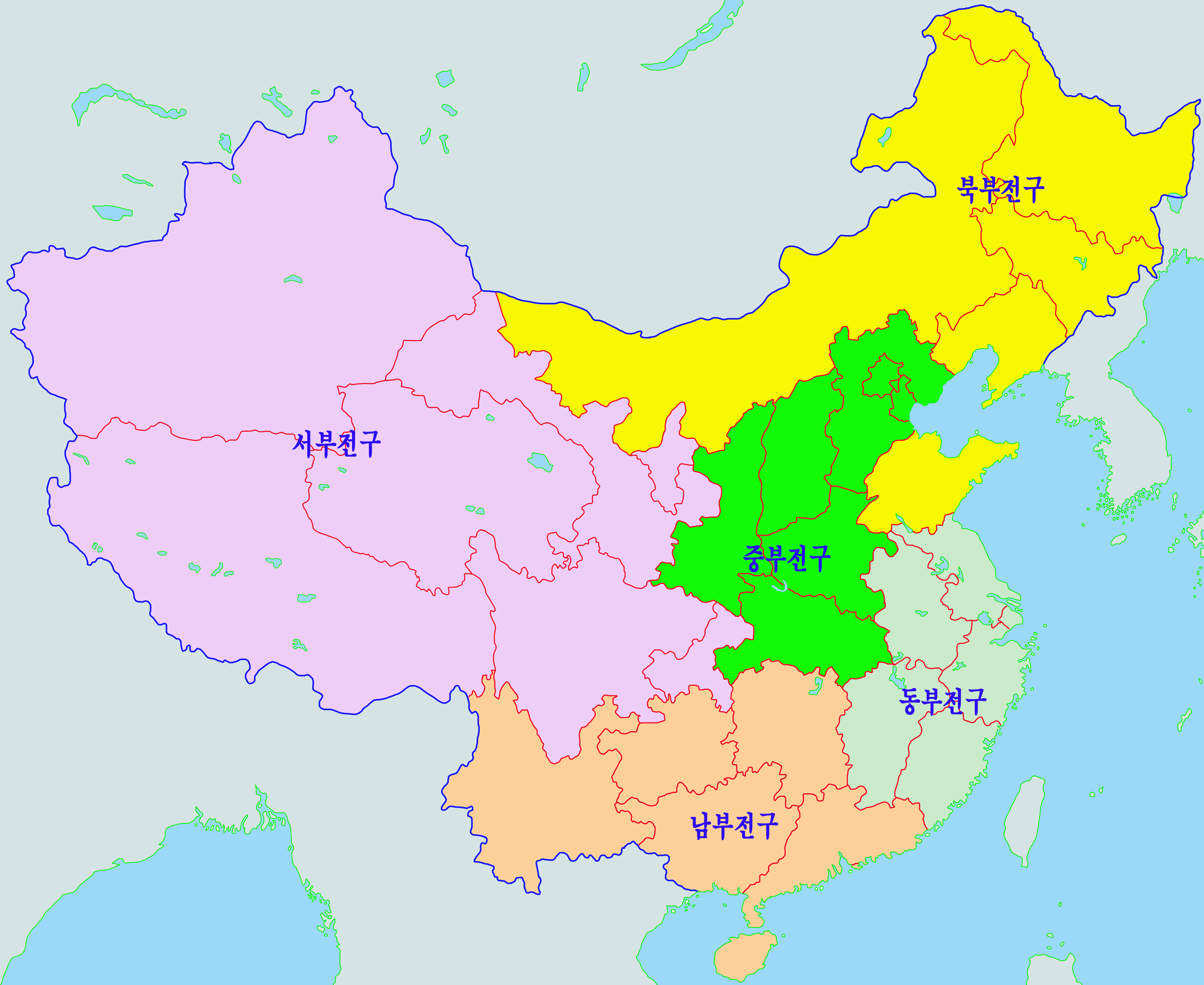
인민해방군 지역전구

IMINT - JSSW, FSW-0, FSW-1, FSW-2, FSW-3, JianBing CBERS-2
SIGINT - JSSW-3, SJ-2, DQ-1
COMM - Feng Huo-1, ShenTong-1
· 중국 군용기
중국 소형전투기 : J-7 471 J-8 180
중국 중형전투기 : JH-7B 192 JH-17 J-10 222
중국 대형전투기 : Su-27 69, Su-30MKK, Su-30MK2 100, J-10B, J-10C, J-11B 200,J-16, J-15, J-20, J-31
중국 폭격기 : H-8, H-6, H-5
중국 공격기 : Q-5 500,Q-6
중국 조기경보기 : Y-8 ELINT, KJ2000, KJ-200, Y-8J，KJ-500
중국 공중급유기 : Y-8 Tanker, H-6, IL-78
중국 정찰기 : JZ-8, JZ-7, JZ-6, JZ-5, HZ-5, Tu-154M
중국 전략수송기 : Y-20 Airborne Laser, Y-20, Y-8 Gunship, Y-9, Y-8 II-76
중국 전술수송기 : Y-12, Y-11, Y-9, Y-8, Y-7, Y-5, 보잉737, CL 601 Tu-154
중국 훈련기 : L-15, JL-9, JL-8, JL-7 Baby Eagle, CJ-6, CJ-5
중국 공격용 헬리콥터 : WZ-12, WZ-10, WZ-19, WZ-9, WZ-11
중국 다목적 헬리콥터 : Z-15, Z-11, Z-9, Z-8, Z-6, Z-5 , Mi-171E
중국 ASW 헬리콥터 : Z-9C, Z-8, Ka-28
중국 UAV : Shenyang Darksword, 청두 샹룽, Combat Eagle UAV, Long Haul Eagle UAV, Thunderbolt UAV, Yilong UAV, CH-3 UAV, CH-1 UAV,
Xianglong UAV, WZ-2000, WnZhen-5, ASN-206, Changkong-2, ChangKong-1

## 인민해방군 계급제도
인민해방군의 계급제도(人民解放军階級制度)는 1955년대에 설정되어 사용되었다. 1965년에 사용이 중지되었다가 1988년에 부활, 재설정하여 시행되고 있다.

### 사관 계급
장성급(將星級)
- 상장(上将) - 한국군의 대장
- 중장(中将) - 한국군의 중장
- 소장(少将) - 한국군의 소장

교관급(校官級)
- 대교(大校) - 한국군의 준장
- 상교(上校) - 한국군의 대령
- 중교(中校) - 한국군의 중령
- 소교(少校) - 한국군의 소령

위관급(尉官級)
- 상위(上尉) - 한국군의 대위
- 중위(中尉) - 한국군의 중위
- 소위(少尉) - 한국군의 소위

후보생급(後輔生級)
- 학원(学员) - 사관후보생

### 부사관 및 병
부사관급(副士官級)
- 고급부사관: 1급군사장 - 한국군의 주임원사 , 2급군사장 - 한국군의 원사, 3급군사장 - 한국군의 상사
- 중급부사관: 4급군사장 - 한국군의 중사 , 상사 - 한국군의 하사
- 하급부사관: 중사 - 한국군의 병장 , 하사 - 한국군의 상병

병급(兵級)
- 상등병(上等兵) - 한국군의 일병
- 열병(列兵) - 한국군의 이등병

## 갤러리

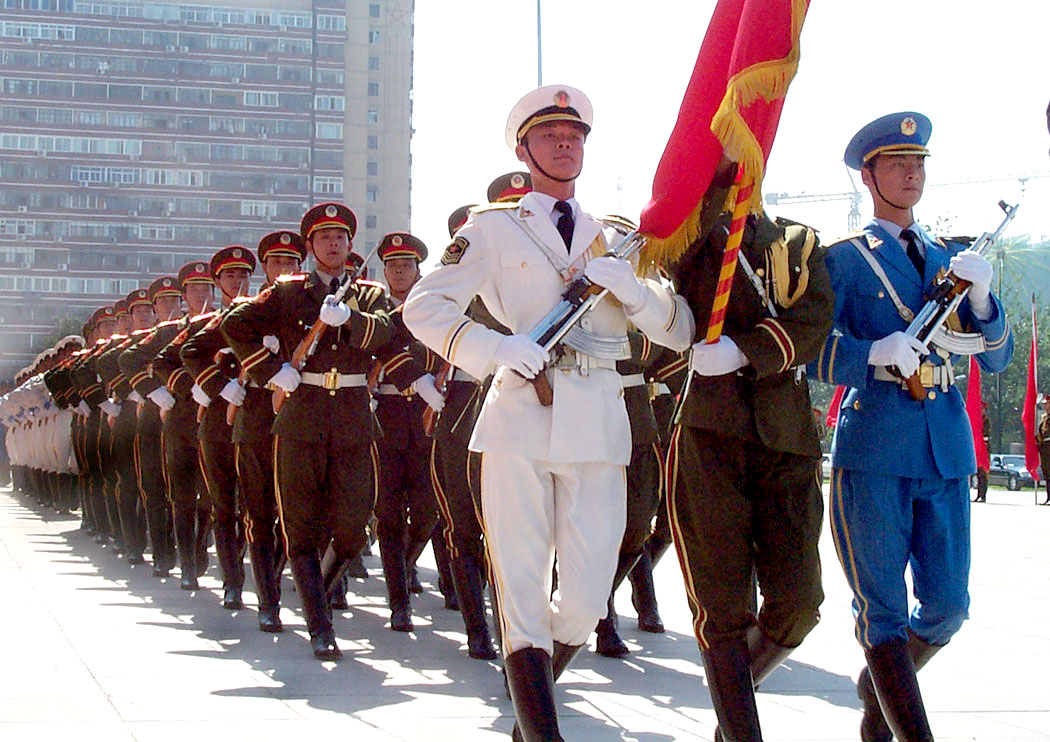
중국 인민해방군
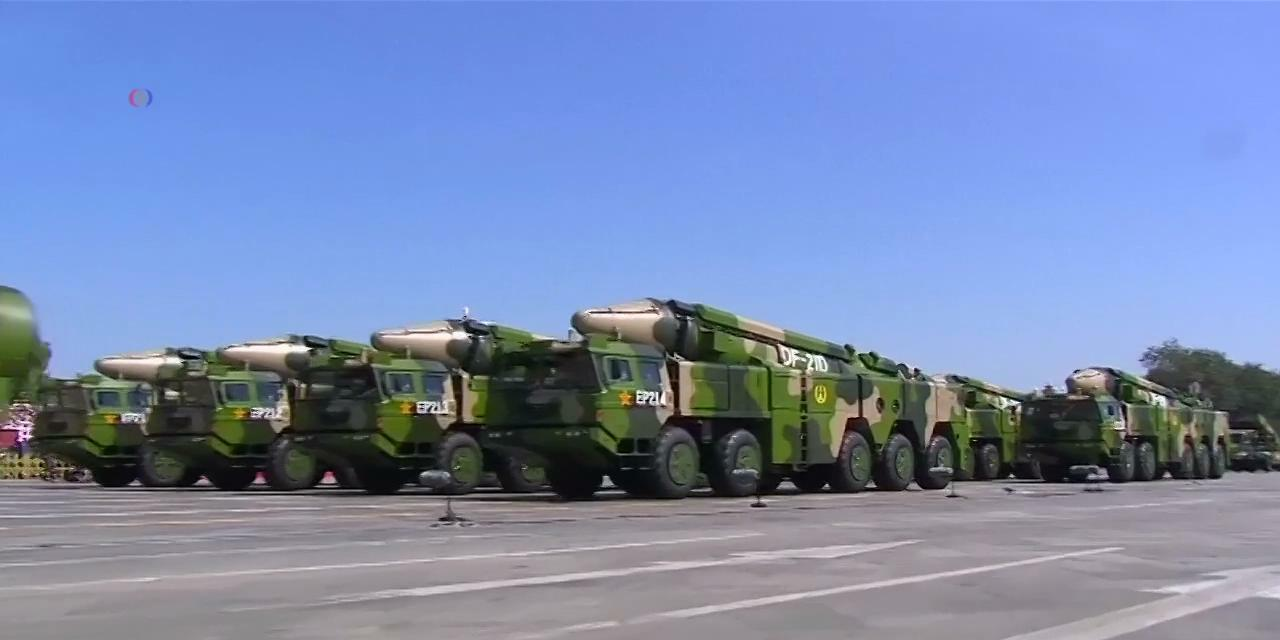
DF-21D 탄도 미사일

## 같이 보기
- 중화인민공화국 국방부
- 조선인민군(KPA)
- 미국의 군사
- 대한민국 국군
- 주한 미군(USFK)
- 주일 미군(USFJ)
- 일본의 군사
- 중화민국의 군사(타이완/대만의 군사)
- 인해전술